# Bonnie Bedelia
Bonnie Bedelia Culkin (New York, 25 maart 1948) is een Amerikaans actrice, onder meer bekend als de vrouw van John McClane uit de eerste twee Die Hard-films. Bonnie Bedelia heeft twee kinderen, ze is ook de tante van Home Alone-acteur Macaulay Culkin. Sinds 2 maart 2010 speelt ze de rol van Camille Braverman in de NBC televisieserie Parenthood.
Bedelia acteert al sinds haar 13de, toen ze debuteerde in de soapserie Love of Life.
Sinds 1995 is Bedelia getrouwd met haar derde man, acteur Michael McRae.

## Filmografie
- Panic (televisieserie, 2021) - Anne McCarthy
- Designated Survivor (televisieserie, 2017) - Eva Brooker
- Parenthood televisieserie - Camille Braverman
- Big Love televisieserie - Virginia Ginger Heffman (Afl., Good Guys and Bad Guys, 2007)
- Berkeley (2005) - Hawkins
- The Division televisieserie - Captain Kaitlyn 'Kate' McCafferty
- Manhood (2003) - Alice
- Sordid Lives (2000) - Latrelle Williamson
- Picnic (televisiefilm, 2000) - Flo Owens
- Flowers for Algernon (televisiefilm, 2000) - Rose
- Anuwhere But Here (1999) - Carol
- Gloria (1999) - Brenda
- Partners televisieserie - Ellie Boone (Afl., Pilot, 1999)
- Locked in Silence (televisiefilm, 1999) - Lydia
- To Live Again (televisiefilm, 1998) - Iris Sayer
- Bad Manners (1997) - Nancy
- Any Mother's Son (televisiefilm, 1997) - Dorothy Hajdys
- Her Costly Affair (televisiefilm, 1996) - Dr. Diane Weston
- A Season in Purgatory (televisiefilm, 1996) - Valerie Sabbath
- Homecoming (televisiefilm, 1996) - Eunice Logan
- The Outer Limits televisieserie - Nancy McDonald (Afl., Worlds Apart, 1996)
- Shadow of a Doubt (televisiefilm, 1995) - Robin Harwell
- Legacy of Sin: The William Coit Story (televisiefilm, 1995) - Jill Coit
- Speechless (1994) - Annette
- The Gift (televisiefilm, 1994) - Rol onbekend
- Judicial Consent (1994) - Gwen Warwick
- Needful Things (1993) - Polly Chalmers
- The Fire Next Time (televisiefilm, 1993) - Suzanne Morgan
- Fallen Angels televisieserie - Sally Creighton (Afl., The Quiet Room, 1993)
- A Mother's Right: The Elizabeth Morgan Story (televisiefilm, 1992) - Dr. Elizabeth Morgan
- Switched at Birth (televisiefilm, 1991) - Regina Twigg
- Somebody Has to Shoot the Picture (televisiefilm, 1990) - Hannah McGrath
- Presumed Innocent (1990) - Barbara Sabich
- Die Hard 2 (1990) - Holly McClane
- Fat Man and Little Boy (1989) - Kitty Oppenheimer
- No Means No (televisiefilm, 1988) - Megan's Mother
- The Prince of Pennsylvania (1988) - Pam Marshetta
- Die Hard (1988) - Holly McClane
- The Stranger (1987) - Alice Kildee
- Like Father Like Son (1987) - Dame met kauwgum in het haar (Niet op aftiteling)
- When the Time Comes (televisiefilm, 1987) - Liddy Travis
- The Boy Who Could Fly (1986) - Charlene Michaelson
- Alex: The Life of a Child (televisiefilm, 1986) - Carole Deford
- Violets Are Blue... (1986) - Ruth Squires
- Death of an Angel (1986) - Grace
- The Lady from Yesterday (televisiefilm, 1985) - Janet Weston
- Memorial Day (televisiefilm, 1983) - Cass
- Heart Like a Wheel (1983) - Shirley Muldowney
- Million Dollar Infield (televisiefilm, 1982) - Marcia Miller
- Fighting Back (televisiefilm, 1980) - Aleta
- Tourist (televisiefilm, 1980) - Mandy Burke
- Salem's Lot (televisiefilm, 1979) - Susan Norton
- Walking Through the Fire (televisiefilm, 1979) - Dr. Rand
- A Question of Love (televisiefilm, 1978) - Joan Saltzman
- The Big Fix (1978) - Suzanne
- The New Land televisieserie - Anna Larsen (Afl., The Word Is: Acceptance, 1974)
- Heat Wave! (televisiefilm, 1974) - Laura Taylor
- Message to My Daughter (televisiefilm, 1973) - Janet Thatcher
- Love Story televisieserie - Alice Hartman (Afl., Love Came Laughing, 1973)
- Between Friends (1973) - Ellie
- Hawkins televisieserie - Edith Dayton-Thomas (Afl., Death and the Maiden, 1973)
- A Time for Love (televisiefilm, 1973) - Kitty
- Sandcastles (televisiefilm, 1972) - Jenna Hampshire
- Bonanza televisieserie - Alice Harper (Afl., Forever, 1972)
- The Strange Vengeance of Rosalie (1972) - Rosalie
- Lovers and Other Strangers (1970) - Susan Henderson
- They Shoot Horses, Don't They? (1969) - Ruby
- The Gypsy Moths (1969) - Annie Burke
- Then Came Bronson televisieserie - Temple Brooks (Afl., Pilot, 1969)
- The High Caparral televisieserie - Tina Granger (Afl., The Deceivers, 1968)
- Bonanza televisieserie - Laurie Mansfield (Afl., The Unwanted, 1969)
- Judd for the Defense televisieserie - Ellie (Afl., The Death Farm, 1968)
- CBS Playhouse televisieserie - Laura (Afl., My Father and My Mother, 1968)
- Love of Life televisieserie - Sandy Porter (1961-1967)

- Bibsys: 98041230
- Biblioteca Nacional de España: XX1409745
- Bibliothèque nationale de France: cb14008119b (data)
- Gemeinsame Normdatei: 141506695
- International Standard Name Identifier: 0000 0000 7993 341X
- Library of Congress Control Number: n81067767
- MusicBrainz: 7571b92c-5d6e-41ef-9adf-221dbbf2420f
- Nationale Bibliotheek van Tsjechië: xx0150005
- Nationale bibliotheek van Australië: 35525484
- Nationale Bibliotheek van Israël: 987007427296505171
- Nationale Bibliotheek van Polen: a0000001275762
- SNAC: w6b59wwg
- Système universitaire de documentation: 14968018X
- Trove: 984488
- Virtual International Authority File: 44496602
- WorldCat: E39PBJfGR7CbXrFYJh699YMwYP